# Trappola d'amore (film 1929)
Trappola d'amore (The Love Trap ) è un film del 1929 diretto da William Wyler.

## Produzione
Il film fu prodotto da William Wyler per l'Universal Pictures. Venne girato muto. Gli vennero aggiunte alcune scene parlate e un sonoro sincronizzato con musica ed effetti sonori.

## Distribuzione
Distribuito dall'Universal Pictures, il film uscì nelle sale cinematografiche USA il 4 agosto 1929 con il titolo originale The Love Trap. In Francia venne distribuito come Le Piège d'amour, uscendo il 23 maggio 1930.
In sala, furono distribuite entrambe le versioni del film, sia quella muta, sia quella sonora.